# Clifton (Virginia)
Clifton è una città (town) degli Stati Uniti d'America, situata nella contea di Fairfax dello Stato della Virginia.